# Nicolae Caragea
Nicolae Constantin Caragea, alternativ Caradja (n. 1737 - 1784) a fost domnul Țării Românești între 15 ianuarie 1782 - 17 iulie 1783.

## Biografie
Era fiul lui Constantin Caragea și a Zefirei Șuțu.
A fost mare dragoman al Imperiului Otoman la Constantinopol (septembrie 1777 - ianuarie 1782). 
În timpul domniei lui s-au dat o serie de dispoziții de poliție edilitară, sanitară, a drumurilor, a localurilor publice și a străinilor. S-au luat măsuri privind igiena publică, măturarea coșurilor, controlul cafenelelor, a hanurilor și a drumurilor. Tot el a oprit portul ilegal de arme și uniforme, de teama unor mișcări și răzmerițe din cauza „stoarcerilor” de bani. Pentru a controla ieșirea din țară a celor nemulțumiți, Caragea a introdus pașușul, pașaportul (cf. maghiara passzus, sârbo-croata pasoš, germana Pass). 
În 1783, Nicolae Caragea a crescut birurile, cu scopul plătirii cheltuielilor avute ca mijlocitor între producătorii principatului și Sublima Poartă, care cerea cantități mari de resurse pentru întreținerea Constantinopolului.